# Lijst van afleveringen van Callan
Dit is een lijst met afleveringen van de Britse televisieserie Callan. De serie telt 4 seizoenen ofwel 44 afleveringen die uitgezonden werden tussen 1967 en 1972. De eerste twee seizoenen van de serie waren in zwart-wit, het derde en vierde in kleur. Van de 22 zwart-witafleveringen ontbreken er tien in de archieven, beide kleurenseries zijn nog volledig. Alle nog bestaande afleveringen zijn uitgebracht op dvd. Een overzicht van alle afleveringen met uitzenddatum in het Verenigd Koninkrijk is hieronder te vinden.

## Pilootaflevering
| Nr. | Afl.             | Titel aflevering                           | Scenario       | Regie     | Uitzenddatum VK | Archief |
| --- | ---------------- | ------------------------------------------ | -------------- | --------- | --------------- | ------- |
| 1   | pilootaflevering | Armchair Theatre: "A Magnum for Schneider" | James Mitchell | Bill Bain | 4 februari 1967 | bewaard |

David Callan is ontslagen bij "The Section", een anonieme overheidsdient die geleid wordt door kolonel Hunter ("Hunter" is een pseudoniem voor de huidige sectiechef). Deze dienst schakelt degenen uit die een gevaar vormen voor de Britse binnenlandse veiligheid. Callan was de belangrijkste geheim agent van de dienst, maar hij was te nieuwsgierig geworden naar zijn doelwitten en de reden voor hun eliminatie. Hunter vindt Callan echter veel te nuttig om met pensioen te sturen. Daarom geeft hij Callan de kans om terug te keren naar The Section door zakenman Schneider uit te schakelen die maar niet kan gevat worden omdat hij de overheid steeds te slim af is.

## Seizoen 1
| Nr. | Afl. | Titel aflevering                | Scenario             | Regie          | Uitzenddatum VK  | Archief   |
| --- | ---- | ------------------------------- | -------------------- | -------------- | ---------------- | --------- |
| 2   | 1    | The Good Ones Are All Dead      | James Mitchell       | Toby Robertson | 8 juli 1967      | bewaard   |
| 3   | 2    | Goodbye, Nobby Clarke           | Robert Banks Stewart | Peter Duguid   | 15 juli 1967     | ontbreekt |
| 4   | 3    | The Death of Robert E. Lee      | James Mitchell       | Robert Tronson | 22 juli 1967     | ontbreekt |
| 5   | 4    | Goodness Burns Too Bright       | James Mitchell       | Bill Bain      | 29 juli 1967     | ontbreekt |
| 6   | 5    | But He's a Lord, Mr Callan      | James Mitchell       | Guy Verney     | 5 augustus 1967  | ontbreekt |
| 7   | 6    | You Should Have Got Here Sooner | James Mitchell       | Piers Haggard  | 12 augustus 1967 | bewaard   |

In de eerste aflevering keert Callan terug naar "The Section" in een onofficiële hoedanigheid. De serie wordt gekenmerkt door Callans gespannen relatie met zijn baas. Hunter speelt Callan uit in kleine verdeel-en-heersscenario's met of tegen zijn collega-agenten om de controle te behouden. Het is echter niet altijd duidelijk of dit werkt. Callans contactpersoon, kruimeldief Lonely, ontwikkelt zich tot een onofficiële sidekick. Lonely weet niets van Callans echte job en gelooft dat hij een soort gangster is.

## Seizoen 2
| Nr. | Afl. | Titel aflevering                    | Scenario                            | Regie           | Uitzenddatum VK  | Archief   |
| --- | ---- | ----------------------------------- | ----------------------------------- | --------------- | ---------------- | --------- |
| 8   | 1    | Red Knight, White Knight            | James Mitchell                      | Peter Duguid    | 8 januari 1969   | bewaard   |
| 9   | 2    | The Most Promising Girl of Her Year | James Mitchell                      | Peter Duguid    | 15 januari 1969  | bewaard   |
| 10  | 3    | You're Under Starter's Orders       | Robert Banks Stewart                | Mike Vardy      | 22 januari 1969  | ontbreekt |
| 11  | 4    | The Little Bits and Pieces of Love  | James Mitchell                      | Peter Sasdy     | 29 januari 1969  | bewaard   |
| 12  | 5    | Let's Kill Everybody                | Ray Jenkins                         | Robert Tronson  | 5 februari 1969  | bewaard   |
| 13  | 6    | Heir Apparent                       | John Kershaw                        | Peter Duguid    | 12 februari 1969 | bewaard   |
| 14  | 7    | Land of Light and Peace             | James Mitchell                      | Piers Haggard   | 19 februari 1969 | ontbreekt |
| 15  | 8    | Blackmailers Should Be Discouraged  | James Mitchell                      | Jim Goddard     | 26 februari 1969 | ontbreekt |
| 16  | 9    | Death of a Friend                   | Ray Jenkins                         | Peter Duguid    | 5 maart 1969     | bewaard   |
| 17  | 10   | Jack-On-Top                         | Trevor Preston                      | Mike Vardy      | 12 maart 1969    | ontbreekt |
| 18  | 11   | Once a Big Man, Always a Big Man    | Lee Dunne                           | Bill Bain       | 19 maart 1969    | ontbreekt |
| 19  | 12   | The Running Dog                     | William Emms                        | Jim Goddard     | 26 maart 1969    | ontbreekt |
| 20  | 13   | The Worst Soldier I Ever Saw        | James Mitchell                      | Robert Tronson  | 2 april 1969     | bewaard   |
| 21  | 14   | Nice People Die at Home             | Robert Banks Stewart, Terence Feely | Peter Duguid    | 9 april 1969     | bewaard   |
| 22  | 15   | Death of a Hunter                   | Michael Winder                      | Reginald Collin | 16 april 1969    | bewaard   |

Notities:
1. ↑  Deze aflevering bestaat alleen nog als opnameversie, met tijdsindicatie en gebabbel van de opnameploeg tussen de opnames. De versie die uitgezonden werd is verloren gegaan. Voor de dvd-release werd de oorspronkelijke aflevering zo goed mogelijk opnieuw samengesteld met behulp van de opnameversie.

In het tweede seizoen wordt de dienst geleid door verschillende opeenvolgende Hunters. Ook nieuw is geheim agent Toby Meres, een voormalige crimineel uit de bovenklasse. Meres geniet enorm van zijn werk, een eigenschap die Hunter uiterst nuttig vindt maar die Callan mateloos irriteert. Toch ontwikkelen Meres en Callan een wederzijds respect omdat tijdens opdrachten hun leven op elk moment van elkaar afhangt. Aan het einde van het seizoen neemt Meres een job aan in de Verenigde Staten. In de laatste aflevering wordt Callan neergeschoten en komt Hunter aan zijn einde.

## Seizoen 3
| Nr. | Afl. | Titel aflevering       | Scenario       | Regie           | Uitzenddatum VK | Archief |
| --- | ---- | ---------------------- | -------------- | --------------- | --------------- | ------- |
| 23  | 1    | Where Else Could I Go? | James Mitchell | Jim Goddard     | 8 april 1970    | bewaard |
| 24  | 2    | Summoned to Appear     | Trevor Preston | Voytek          | 15 april 1970   | bewaard |
| 25  | 3    | The Same Trick Twice   | Bill Craig     | Peter Duguid    | 22 april 1970   | bewaard |
| 26  | 4    | A Village Called 'G'   | James Mitchell | Mike Vardy      | 13 mei 1970     | bewaard |
| 27  | 5    | Suddenly – at Home     | James Mitchell | Piers Haggard   | 20 mei 1970     | bewaard |
| 28  | 6    | Act of Kindness        | Michael Winder | Mike Vardy      | 27 mei 1970     | bewaard |
| 29  | 7    | God Help Your Friends  | William Emms   | Peter Duguid    | 3 juni 1970     | bewaard |
| 30  | 8    | Breakout               | James Mitchell | Reginald Collin | 10 juni 1970    | bewaard |
| 31  | 9    | Amos Green Must Live   | Ray Jenkins    | Jim Goddard     | 24 juni 1970    | bewaard |

Aan het begin van het derde seizoen herstelt Callan nog steeds van zijn verwondingen en worstelt hij met zijn situatie. Uit gesprekken met Dr. Snell blijkt dat hij zijn agressie kwijt is en ook zijn prestaties op de schietbaan blijven ondermaats. Samen met Meres' onvoorspelbare vervanger, James Cross, bedenkt Hunter een scenario waarin Callans energie en agressie weer aangewakkerd worden. Naarmate het seizoen vordert neemt Callan de draad weer op en kruist zelfs de liefde zijn pad.

## Seizoen 4
| Nr. | Afl. | Titel aflevering                               | Scenario         | Regie                 | Uitzenddatum VK | Archief |
| --- | ---- | ---------------------------------------------- | ---------------- | --------------------- | --------------- | ------- |
| 32  | 1    | That'll Be the Day                             | James Mitchell   | Mike Vardy            | 1 maart 1972    | bewaard |
| 33  | 2    | Call Me Sir!                                   | Bill Craig       | Bill Bain, Mike Vardy | 8 maart 1972    | bewaard |
| 34  | 3    | First Refusal                                  | Bill Craig       | Jim Goddard           | 15 maart 1972   | bewaard |
| 35  | 4    | Rules of the Game                              | Ray Jenkins      | Voytek                | 22 maart 1972   | bewaard |
| 36  | 5    | If He Can, So Could I                          | Ray Jenkins      | Peter Duguid          | 29 maart 1972   | bewaard |
| 37  | 6    | None of Your Business                          | Trevor Preston   | Voytek                | 5 april 1972    | bewaard |
| 38  | 7    | Charlie Says It's Goodbye                      | James Mitchell   | Peter Duguid          | 12 april 1972   | bewaard |
| 39  | 8    | I Never Wanted the Job                         | John Kershaw     | Jim Goddard           | 19 april 1972   | bewaard |
| 40  | 9    | The Carrier                                    | Peter Hill       | Jonathan Alwyn        | 26 april 1972   | bewaard |
| 41  | 10   | The Contract                                   | Bill Craig       | Reginald Collin       | 3 mei 1972      | bewaard |
| 42  | 11   | The Richmond File: all Me Enemy                | George Markstein | Bill Bain             | 10 mei 1972     | bewaard |
| 43  | 12   | The Richmond File: Do You Recognise the Woman? | Bill Craig       | Peter Duguid          | 17 mei 1972     | bewaard |
| 44  | 13   | The Richmond File: A Man Like Me               | James Mitchell   | Reginald Collin       | 24 mei 1972     | bewaard |

Na een mislukte missie belandt Callan in een Russische gevangenis, maar hij wordt met de Russen uitgewisseld voor een van hun agenten. Nu zijn identeit gekend is kan hij niet langer geheime missies uitvoeren en wordt hij gepromoveerd tot Hunter, een job die hij nog meer haat dan zelf te moeten werken onder een Hunter. Callan wordt uiteindelijk ontheven van zijn taken en vervangen door zijn voorganger na een incident waarbij hij, tegen de regels in, weer veldwerk deed. De laatste drie afleveringen vormen een trilogie rond een overgelopen Sovjetagent.

## Reuniefilm op tv
| Nr. | Afl.    | Titel aflevering | Scenario       | Regie           | Uitzenddatum VK  | Archief |
| --- | ------- | ---------------- | -------------- | --------------- | ---------------- | ------- |
| 45  | tv-film | Wet Job          | James Mitchell | Shaun O'Riordan | 2 september 1981 | bewaard |

Enkele jaren zijn verstreken en Callan is ondertussen eigenaar geworden van een winkel met militaire memorabilia, wanneer hij door de nieuwe Hunter gerekruteerd wordt voor nog een klus. Helaas moet hij dit alleen doen: Lonely is op het rechte pad, verloofd en heeft genoeg zelfvertrouwen om Callans verzoek om hulp te weigeren. Uiteindelijk voltooit Callan de taak, overleeft hij het en krijgt hij zelfs een vriendin.